# Quercus dolicholepis
Quercus dolicholepis A.Camus – gatunek roślin z rodziny bukowatych (Fagaceae Dumort.). Występuje naturalnie w Chinach – w prowincjach Gansu, Kuejczou, Henan, Hubei, Hunan, Shaanxi, Shanxi, Syczuan oraz Junnan. 

## Morfologia
PokrójZimozielone drzewo dorastające do 16 m wysokości. Kora ma szarą lub czarną barwę.
LiścieBlaszka liściowa jest skórzasta i  ma kształt od eliptycznego do odwrotnie jajowato eliptycznego. Mierzy 2–8 cm długości oraz 1,5–4 cm szerokości, jest całobrzega lub piłkowana przy wierzchołku, ma nasadę od klinowej do sercowatej i tępy lub ostro zakończony wierzchołek. Ogonek liściowy jest omszony i ma 6–20 mm długości.
OwoceOrzechy zwane żołędziami o kształcie od jajowatego do niemal kulistego, dorastają do 12–17 mm długości i 13–15 mm średnicy. Osadzone są pojedynczo w miseczkach w kształcie kubka, które mierzą 10 mm długości i 20 mm średnicy. Orzechy otulone są w miseczkach do 65–75% ich długości.

## Biologia i ekologia
Rośnie w lasach zrzucających liście. Występuje na wysokości od 500 do 2800 m n.p.m. Kwitnie od marca do maja, natomiast owoce dojrzewają w październiku.